# Avenida Jorge Montt
La avenida Jorge Montt, también conocida como Recta Las Salinas es una de las principales vías de transporte de la ciudad de Viña del Mar con Reñaca y Concón, todas parte del Gran Valparaíso. La avenida inicia en la rotonda Quince Norte. Cabe destacar que esta avenida en su vereda sur alberga el paseo costero Recta las Salinas, que contiene una de las tres ciclovías existentes en la Ciudad jardín.

## Paseo Costero Recta las Salinas
Creado con la intención de salvar el sector de Las Salinas, este enorme y agradable paseo cubre una gran cantidad de lugares turísticos de la ciudad y al mismo tiempo incentiva a hacer deporte. Hecho por etapas, cada una de ellas millonarias, este paseo costero recupera un tramo de 1,5 hectáreas que anteriormente no poseían ningún tipo de función recreativa. La totalidad de su costo bordea el millón y medio de dólares.
En el tramo principal del parque, más o menos 200 metros al norte del Muelle Vergara, se encuentra el homenaje al capitán Alberto Larraguibel, deportista de la Araucanía (Angol) que el 5 de febrero de 1949 logró en los jardines de salto del Regimiento Coraceros una hazaña en la historia de la equitación junto a su caballo "Huaso".

### Museo de Cañones Navales
Aparte de playas y recreatividades en el paseo costero, frente a la Escuela de Armamentos de la Armada de Chile existe un museo al aire libre donde se muestran algunos cañones.